# Номерні знаки Гамбії

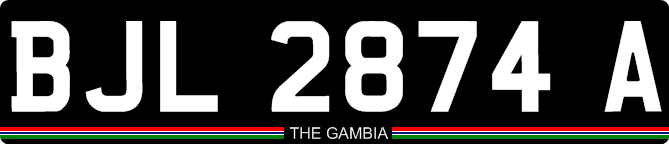
Регулярний номерний знак

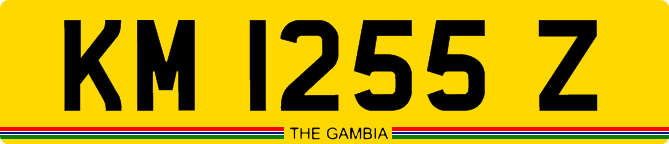
Комерційний номерний знак

Код Гамбії для міжнародного руху ТЗ — (WAG), що означає «Західна Африка Гамбія».

## Регулярні номерні знаки
Чинну схему регулярних номерних знаків Гамбії запроваджено у 1999 році. Формат номерних знаків має схожість з британським і виглядає наступним чином: АБВ1234Г, де АБВ — код регіону (2-3 літери), 1234 — номер, Г — серія.
Регулярні пластини мають чорне тло та білі знаки, в нижній частині пластини на всю її довжину розташовано стрічку кольорів національного прапору Гамбії з написом THE GAMBIA посередині.

### Регіональне кодування
- BJL — Банжул
- CRD — Централ Рівер
- KM — муніципалітет Каніфінг
- LRD — Лоуер Рівер
- NBD — Норт Банк
- URD — Аппер Рівер
- WD — Вестерн

## Інші формати

### Індивідуальні номерні знаки
На регулярних бланках доступні номерні знаки з комбінаціями, що обираються власником ТЗ.
| SOCCER1 |

### Мотоцикли
Мотоцикли мають трирядкові номерні знаки формату МС/АБВ/1234, де МС — покажчик мотоциклу, АБВ — код регіону (2-3 літери), 1234 — номер. Таблички мають чорне тло та білі знаки, в нижній частині пластини на всю її довжину розташовано стрічку кольорів національного прапору Гамбії з написом THE GAMBIA посередині.
| MC BJL 1234 |

### Комерційний транспорт
Аналогічний регулярному формат має комерційний транспорт. Символи — чорні, розташовані на жовтому тлі.
| URD 1234X |

### Комерційна мототехніка
До комерційної мототехніки належать моторікши типу «тук-тук». Такі транспортні засоби мають передні однорядкові та задні дворядкові номерні знаки формату АБВ1234МС, де АБВ — код регіону, 1234 — номер, МС — покажчик мототранспорту.
| NBD1234MC |

| CRD 1234MC |

### Державні номерні знаки
Урядові номерні знаки мають формат АБ 1234, де АБ — покажчик відповідної інституції, 1234 — номер.
- CE — Митниця
- GG — Уряд
- SH — Парламент
- PG — Президентська Гвардія

| GG 1234 |

### Військові номерні знаки
Номерні знаки Збройних сил мають формат GNA 12.
| GNA 12 |

### Поліція
Номерні знаки поліцейського транспорту мають формат GPF 12АБ, де GPF — сили поліції Гамбії, 12 — номер, АБ — регіональний покажчик, або комбінація HQ — штаб-квартира.
| GPF 1 HQ |

### Дипломатичні номерні знаки
Номерні знаки для дипломатів мають жовті символи на зеленому тлі та формат АБВ12CD або АБВ12CMD де АБВ — абревіатура країни, 12 — номер, CD — покажчик дипломатичного корпусу, CMD — покажчик голови дипломатичної місії.
| CUBA1CMD |

| US 99 CD |

### Міжнародна технічна допомога
| UN 999 TA |

### Номерні знаки міжнародних організацій
Для міжнародних організацій передбачено номерні знаки блакитного кольору із білими знаками. Ліворуч наноситься абревіатура організації, праворуч — номер.
| UNICEF 7 |

### Міжнародні неурядові організації
Для ТЗ міжнародних неурядових організацій передбачено білі номерні знаки з синіми символами формату А12NGO3, де А12 — код неурядової організації, NGO — покажчик неурядової організації, 3 — номер.
| А12NGO3 |